# Grand Prix de Fourmies 2004
La 72e édition du Grand Prix de Fourmies, s'est déroulée le 12 septembre 2004 sur le circuit traditionnel tracé autour de la commune de Fourmies.
L'épreuve a été remporté par le Kazakh Andrey Kashechkin qui a devancé au terme des 210 km de course son compatriote Dmitriy Fofonov et son coéquipier Thor Hushovd.

## Présentation

### Parcours
La 72e édition du Grand Prix de Fourmies a emprunté, comme à son habitude, un parcours comprenant plusieurs boucles. Une première menant les coureurs du départ en centre-ville de Fourmies jusqu'à la ville de Jeumont ramenant ensuite le peloton vers Fourmies en passant notamment sur des routes escarpées et exposées au vent. Le peloton a ensuite emprunté à six reprises une boucle d'une dizaine de kilomètres tracée dans Fourmies avant de se disputer la victoire.

## Classement final
|    | Coureur           | Pays       | Équipe                 |    | Temps           |
| -- | ----------------- | ---------- | ---------------------- | -- | --------------- |
| 1  | Andrey Kashechkin | Kazakhstan | Crédit agricole        | en | 4 h 45 min 05 s |
| 2  | Dmitriy Fofonov   | Kazakhstan | Cofidis                | +  | m.t.            |
| 3  | Thor Hushovd      | Norvège    | Crédit agricole        |    | 2 s             |
| 4  | Stefan Adamsson   | Suède      | Barloworld             |    | 4 s             |
| 5  | Romāns Vainšteins | Lettonie   | Lampre                 |    | 9 s             |
| 6  | Sylvain Chavanel  | France     | Brioches La Boulangère |    | m.t             |
| 7  | Grischa Niermann  | Allemagne  | Rabobank               |    | 10 s            |
| 8  | Nicolas Vogondy   | France     | Française des jeux     |    | m.t             |
| 9  | Markus Zberg      | Suisse     | Gerolsteiner           |    | 25 s            |
| 10 | Ludo Dierckxsens  | Belgique   | Landbouwkrediet        |    | m.t.            |